# 200 Dynamene
200 Dynamene eller 1955 HZ är en stor asteroid i huvudbältet som upptäcktes den 27 juli 1879 i Clinton, New York av den tysk-amerikanske astronomen Christian H. F. Peters. Asteroiden fick namn efter Dynamene, en av nereiderna i den grekiska mytologin.